# Mislinja
Mislinja (in tedesco Mißling) è un comune di 4 520 abitanti (2021) della Carinzia slovena, nella Slovenia settentrionale.
Si trova ai piedi del Črni Vrh e delle Pohorje.

## Geografia antropica

### Suddivisioni amministrative
Il comune è diviso in 10 insediamenti (naselja) di seguito elencati.
- Dovže
- Gornji Dolič
- Kozjak
- Mala Mislinja
- Paka
- Razborca
- Šentilj pod Turjakom
- Srednji Dolič
- Tolsti Vrh pri Mislinji
- Završe